# Kungsör (commune)
La commune de Kungsör est une commune suédoise du comté de Västmanland. Environ 8 700 personnes y vivent (2019). Son chef-lieu se situe à Kungsör.

## Localités principales
- Kungsör
- Valskog